# Кринки (Березинський район)
Кринки (біл. вёска Крінкы) — село в складі Березинського району Мінської області, Білорусь. Село підпорядковане Поплавській сільській раді, розташоване в східній частині області.